# Фанні-Рівер (Аляска)
Фанні-Рівер (англ. Funny River) — переписна місцевість (CDP) в США, в окрузі Кенай штату Аляска. Населення — 1103 особи (2020).

## Географія
Фанні-Рівер розташоване за координатами 60°29′4″ пн. ш. 150°47′23″ зх. д. / 60.48444° пн. ш. 150.78972° зх. д. (60.484437, -150.789658).  За даними Бюро перепису населення США в 2010 році переписна місцевість мала площу 75,02 км², з яких 69,24 км² — суходіл та 5,78 км² — водойми.

## Демографія
Згідно з переписом 2010 року, у переписній місцевості мешкало 877 осіб у 390 домогосподарствах у складі 261 родини. Густота населення становила 12 осіб/км².  Було 1062 помешкання (14/км²).
Расовий склад населення:
| - 91,0 % — білих - 4,6 % — корінних американців - 0,2 % — вихідців з тихоокеанських островів - 0,2 % — азіатів - 0,1 % — чорних або афроамериканців - 1,1 % — осіб інших рас |

До двох чи більше рас належало 2,7 %. Частка іспаномовних становила 1,1 % від усіх жителів.
За віковим діапазоном населення розподілялося таким чином: 16,4 % — особи молодші 18 років, 61,0 % — особи у віці 18—64 років, 22,6 % — особи у віці 65 років та старші. Медіана віку мешканця становила 52,2 року. На 100 осіб жіночої статі у переписній місцевості припадало 113,4 чоловіків;  на 100 жінок у віці від 18 років та старших — 116,2 чоловіків також старших 18 років.
Середній дохід на одне домашнє господарство  становив 67 815 доларів США (медіана — 59 314), а середній дохід на одну сім'ю — 73 686 доларів (медіана — 59 222). За межею бідності перебувало 11,9 % осіб, у тому числі 8,9 % дітей у віці до 18 років та 0,0 % осіб у віці 65 років та старших.
Цивільне працевлаштоване населення становило 285 осіб. Основні галузі зайнятості: освіта, охорона здоров'я та соціальна допомога — 34,7 %, транспорт — 17,5 %, сільське господарство, лісництво, риболовля — 10,9 %, публічна адміністрація — 9,8 %.